# 板橋街
板橋街為臺灣日治時期1929年6月至1945年10月間存在之行政區，原為1920年10月成立的板橋庄，轄屬台北州海山郡，也是海山郡行政中心海山郡役所的所在地。今新北市板橋區。

## 行政區劃
板橋街在清治時期及日治時期初期屬原屬擺接堡之街庄，在1895年隸屬於臺北縣，在1897年9月隸屬臺北縣新莊辨務署，在1898年3月改隸三角湧辨務署，在1899年10月改隸臺北辨務署，板橋地區在此時主要劃分為「第12區」、「第13區」。在1901年11月11月，改隸臺北廳枋橋支廳，在1901年12月7日劃分為臺北廳下的「第18區」、「第19區」。1904年4月1日，板橋地區被整併為枋橋街、後埔庄、四汴頭庄、湳仔庄、番仔園庄、沙崙庄、溪洲庄、深坵庄、埔墘庄、港仔嘴庄、下深坵庄、江仔翠庄、新埔庄、社後庄、崁頭厝庄等15庄。1906年1月1日，第18區及第19區合併為「枋橋區」。1918年3月19日，崁頭厝庄被公告廢止。
1920年10月1日，原堡里之行政區廢除，街庄改為大字，「枋橋」改稱「板橋」，擺接堡及海山堡合併為臺北州海山郡；前述14庄合併為臺北州海山郡「板橋庄」，轄域內分為板橋、後埔、四汴頭、湳子、番子園、沙崙、溪洲、深丘、下深丘、埔墘、港子嘴、江子翠、新埔、社後十四個大字。
- 番子園大字下有「番子園」、「三抱竹」、「浮洲」小字名
- 溪洲大字下有「番子埔」、「楛柃[8]脚」、「頂溪洲」、「洲子」、「下溪洲」、「中溪州」小字名
- 江子翠大字下有「第三崁」、「第二崁」、「溪頭」、「新埔」、「大埔尾」、「第四崁」、「第一崁」、「中洲」小字名[7]

1929年6月1日，板橋庄升格為「板橋街」。二戰後，板橋街改為臺北縣板橋鎮。
| 1901年 | 1901年                 | 1906年 | 1906年   | 1929年-1945年 | 1929年-1945年 | 1946年 |
| 區     | 街庄                   | 區     | 街庄     | 庄            | 大字          | 鄉鎮   |
| ------ | ---------------------- | ------ | -------- | ------------- | ------------- | ------ |
| 第18區 | 後埔庄                 | 枋橋區 | 後埔庄   | 板橋街        | 後埔          | 板橋鎮 |
| 第18區 | 四汴頭庄               | 枋橋區 | 四汴頭庄 | 板橋街        | 四汴頭        | 板橋鎮 |
| 第18區 | 湳仔庄                 | 枋橋區 | 湳仔庄   | 板橋街        | 湳子          | 板橋鎮 |
| 第18區 | 三抱竹庄               | 枋橋區 | 番仔園庄 | 板橋街        | 番子園        | 板橋鎮 |
| 第18區 | 沙崙庄                 | 枋橋區 | 沙崙庄   | 板橋街        | 沙崙          | 板橋鎮 |
| 第18區 | 楛柃脚庄、沙崙溪洲庄   | 枋橋區 | 溪洲庄   | 板橋街        | 溪洲          | 板橋鎮 |
| 第18區 | 枋橋街                 | 枋橋區 | 枋橋街   | 板橋街        | 板橋          | 板橋鎮 |
| 第19區 | 新埔庄、社後庄、深坵庄 | 枋橋區 | 崁頭厝庄 | 板橋街        | 板橋          | 板橋鎮 |
| 第19區 | 新埔庄、社後庄、深坵庄 | 枋橋區 | 崁頭厝庄 | 板橋街        | 新埔          | 板橋鎮 |
| 第19區 | 新埔庄                 | 枋橋區 | 新埔庄   | 板橋街        | 新埔          | 板橋鎮 |
| 第19區 | 深坵庄                 | 枋橋區 | 深坵庄   | 板橋街        | 深坵          | 板橋鎮 |
| 第19區 | 埔墘庄                 | 枋橋區 | 埔墘庄   | 板橋街        | 埔墘          | 板橋鎮 |
| 第19區 | 港仔嘴庄               | 枋橋區 | 港仔嘴庄 | 板橋街        | 港子嘴        | 板橋鎮 |
| 第19區 | 下深坵庄               | 枋橋區 | 下深坵庄 | 板橋街        | 下深丘        | 板橋鎮 |
| 第19區 | 溪洲庄                 | 枋橋區 | 江仔翠庄 | 板橋街        | 江子翠        | 板橋鎮 |
| 第19區 | 社後庄                 | 枋橋區 | 社後庄   | 板橋街        | 社後          | 板橋鎮 |

## 街庄長
- 林清山：1920年10月1日至1924年10月1日（原任枋橋區長）
- 山本義信：1924年10月1日至1930年9月29日
- 神谷龜吉：1930年9月29日至1932年5月13日（原任海山郡役所庶務課屬，後任宜蘭農林學校書記）
- 淀川喜代治：1932年5月14日至1939年（原任基隆警察署警視）
- 野村豐助：1939至1945年（原任鐵道部自動車課囑託）

## 設施

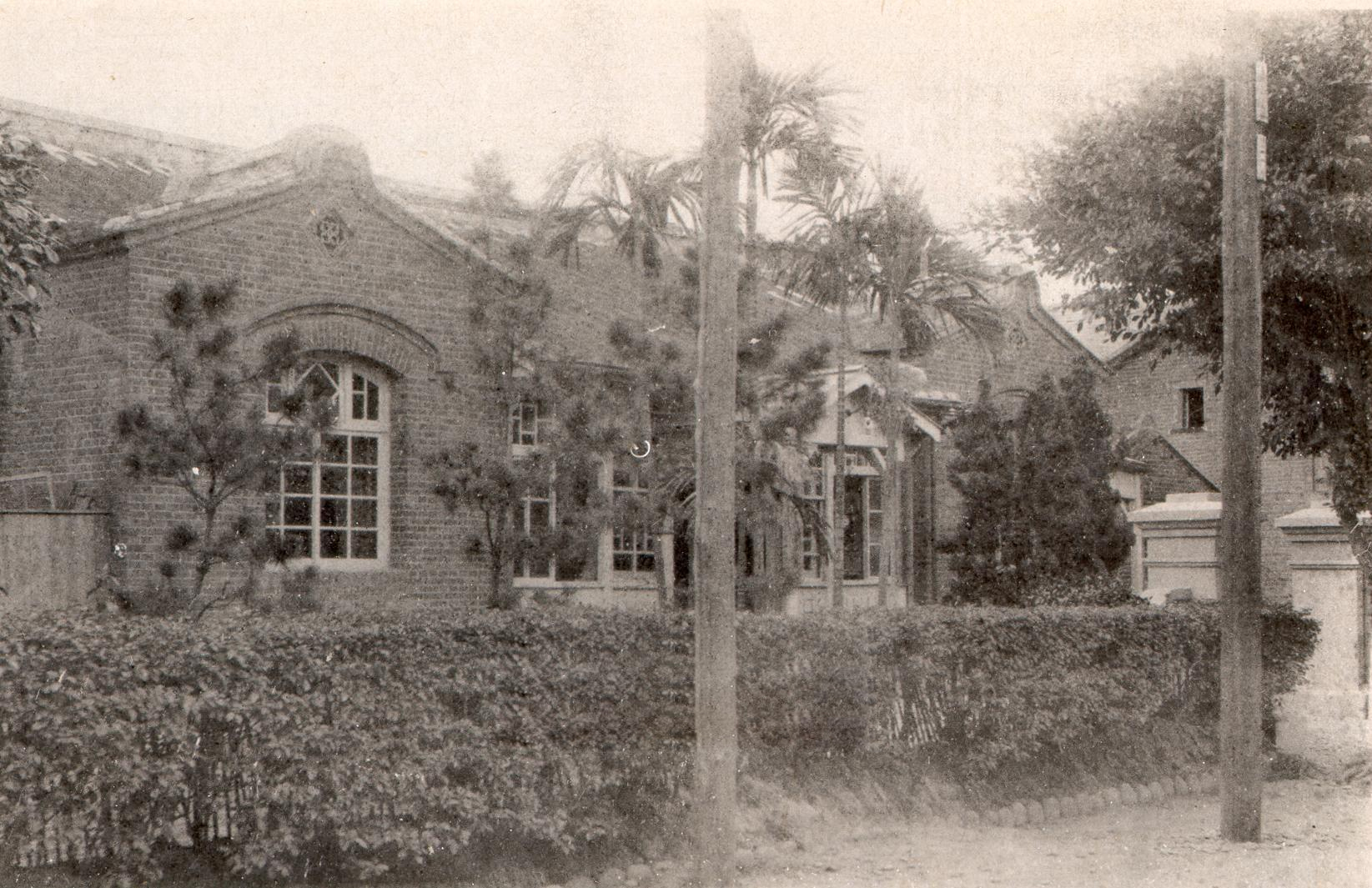
板橋街役場

- 板橋街役場板橋街役場
- 海山郡役所
- 板橋郵便局
- 臺北放送局板橋放送所板橋放送所外觀
- 臺北電信局板橋無線送信所

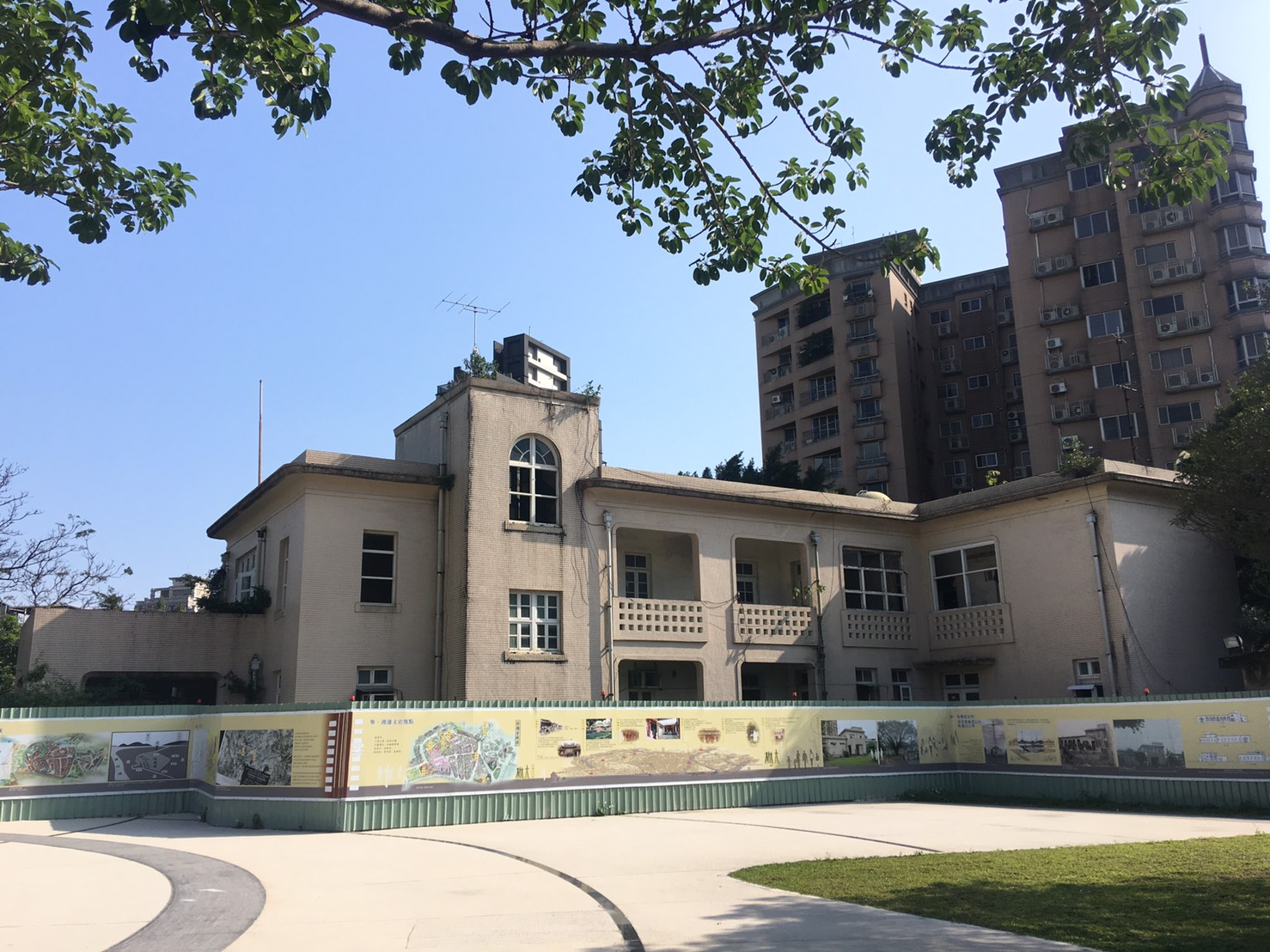
板橋放送所外觀

- 專賣局板橋酒工場（1988年結束營運，原址現為新板橋車站特定專用區）
- 板橋車站
- 板橋公會堂
- 枋橋尋常小學校→海山國民學校（今板橋國中）
- 板橋公學校→板橋國民學校（今板橋國小）
- 江子翠公學校→翠國民學校（今江翠國小）
- 沙崙公學校→沙崙國民學校（今沙崙國小）
- 私立板橋幼稚園：由大觀書社經營
- 板橋圖書館
- 板橋市場
- 海山郡警察課直轄板橋警察官吏派出所
- 深丘警察官吏派出所
- 江子翠警察官吏派出所
- 後埔警察官吏派出所
- 沙崙警察官吏派出所
- 彰化銀行板橋支店
- 板橋信用組合（今板信商業銀行）
- 臺灣電力株式會社板橋散宿所